# Schoenoplectiella
Genre
Schoenoplectiella est un genre de plantes de la famille des Cyperaceae.

## Liste des espèces, sous-espèces et variétés
Selon Catalogue of Life (28 août 2015) :
- Schoenoplectiella aberrans (Cherm.) Lye
- Schoenoplectiella articulata (L.) Lye
- Schoenoplectiella blakei (Hayas.) Hayas.
- Schoenoplectiella bucharica (Roshev.) Hayas.
- Schoenoplectiella chen-moui (Tang & F.T.Wang) Hayas.
- Schoenoplectiella chuana (Tang & F.T.Wang) Hayas.
- Schoenoplectiella clemensiae (Kük.) Hayas.
- Schoenoplectiella dissachantha (S.T.Blake) Lye
- Schoenoplectiella erecta (Poir.) Lye
- Schoenoplectiella fohaiensis (Tang & F.T.Wang) Hayas.
- Schoenoplectiella fuscorubens (T.Koyama) Hayas.
- Schoenoplectiella gemmifera (C.Sato, T.Maeda & Uchino) Hayas.
- Schoenoplectiella hallii (A.Gray) Lye
- Schoenoplectiella heterophylla (Schuyler) Lye
- Schoenoplectiella hondoensis (Ohwi) Hayas.
- Schoenoplectiella hooperae (J.Raynal) Lye
- Schoenoplectiella hotarui (Ohwi) J.Jung & H.K.Choi
- Schoenoplectiella igaensis (T.Koyama) Hayas.
- Schoenoplectiella intermedia Hayas.
- Schoenoplectiella jingmenensis (Tang & F.T.Wang) Hayas.
- Schoenoplectiella juncea (Willd.) Lye
- Schoenoplectiella juncohotarui (Yashiro) Hayas.
- Schoenoplectiella juncoides (Roxb.) Lye
- Schoenoplectiella kandawlayensis (T.Koyama) Hayas.
- Schoenoplectiella komarovii (Roshev.) J.Jung & H.K.Choi
- Schoenoplectiella laevis (S.T.Blake) Lye
- Schoenoplectiella lateriflora (J.F.Gmel.) Lye
- Schoenoplectiella leucantha (Boeckeler) Lye
- Schoenoplectiella lineolata (Franch. & Sav.) J.Jung & H.K.Choi
- Schoenoplectiella microglumis (Lye) Lye
- Schoenoplectiella mucronata (L.) J.Jung & H.K.Choi
- Schoenoplectiella multiseta (Hayas. & C.Sato) Hayas.
- Schoenoplectiella naikiana (Wad.Khan) Hayas.
- Schoenoplectiella oguraensis (T.Koyama) Hayas.
- Schoenoplectiella oligoseta (A.E.Kozhevn.) Hayas.
- Schoenoplectiella orthorhizomata (Kats.Arai & Miyam.) Hayas.
- Schoenoplectiella osoreyamensis (M.Kikuchi) Hayas.
- Schoenoplectiella oxyjulos (S.S.Hooper) Lye
- Schoenoplectiella patentiglumis (Hayas.) Hayas.
- Schoenoplectiella perrieri (Cherm.) Lye
- Schoenoplectiella praelongata (Poir.) Lye
- Schoenoplectiella proxima (Steud.) Lye
- Schoenoplectiella purshiana (Fernald) Lye
- Schoenoplectiella raynaliana (U.Scholz) Lye
- Schoenoplectiella rechingeri (Kukkonen) Hayas.
- Schoenoplectiella reducta (Cherm.) Lye
- Schoenoplectiella roylei (Nees) Lye
- Schoenoplectiella saximontana (Fernald) Lye
- Schoenoplectiella schoofii (Beetle) Hayas.
- Schoenoplectiella senegalensis (Steud.) Lye
- Schoenoplectiella smithii (A.Gray) Hayas.
- Schoenoplectiella subbisetosa (T.Koyama) Hayas.
- Schoenoplectiella supina (L.) Lye
- Schoenoplectiella trapezoidea (Koidz.) J.Jung & H.K.Choi
- Schoenoplectiella uzenensis (Ohwi ex T.Koyama) Hayas.
- Schoenoplectiella vohemarensis (Cherm.) Lye
- Schoenoplectiella wallichii (Nees) Lye

Selon GRIN (28 août 2015) :
- Schoenoplectiella articulata (L.) Lye
- Schoenoplectiella hallii (A. Gray) Lye
- Schoenoplectiella juncoides (Roxb.) Lye
- Schoenoplectiella lateriflora (J. F. Gmel.) Lye
- Schoenoplectiella mucronata (L.) J. Jung & H. K. Choi
- Schoenoplectiella supina (L.) Lye

Selon World Checklist of Selected Plant Families (WCSP) (28 août 2015) :
- Schoenoplectiella aberrans (Cherm.) Lye (2003)
- Schoenoplectiella articulata (L.) Lye (2003)
- Schoenoplectiella blakei (Hayas.) Hayas. (2012)
- Schoenoplectiella bucharica (Roshev.) Hayas. (2012)
- Schoenoplectiella chen-moui (Tang & F.T.Wang) Hayas. (2012)
- Schoenoplectiella chuana (Tang & F.T.Wang) Hayas. (2012)
- Schoenoplectiella clemensiae (Kük.) Hayas. (2012)
- Schoenoplectiella dissachantha (S.T.Blake) Lye (2003)
- Schoenoplectiella erecta (Poir.) Lye (2003)
  - sous-espèce Schoenoplectiella erecta subsp. erecta
  - sous-espèce Schoenoplectiella erecta subsp. raynalii (Schuyler) Beentje, Fl. Trop. E. Afr. (2010)
- Schoenoplectiella fohaiensis (Tang & F.T.Wang) Hayas. (2012)
- Schoenoplectiella fuscorubens (T.Koyama) Hayas. (2012)
- Schoenoplectiella gemmifera (C.Sato, T.Maeda & Uchino) Hayas. (2012)
- Schoenoplectiella hallii (A.Gray) Lye (2003)
- Schoenoplectiella heterophylla (Schuyler) Lye (2003)
- Schoenoplectiella hondoensis (Ohwi) Hayas. (2012)
- Schoenoplectiella hooperae (J.Raynal) Lye (2003)
- Schoenoplectiella hotarui (Ohwi) J.Jung & H.K.Choi (2010)
- Schoenoplectiella × igaensis (T.Koyama) Hayas. (2012)
- Schoenoplectiella × intermedia Hayas. (2012)
- Schoenoplectiella jingmenensis (Tang & F.T.Wang) Hayas. (2012)
- Schoenoplectiella juncea (Willd.) Lye (2003)
- Schoenoplectiella × juncohotarui (Yashiro) Hayas. (2012)
- Schoenoplectiella juncoides (Roxb.) Lye (2003)
- Schoenoplectiella kandawlayensis (T.Koyama) Hayas. (2012)
- Schoenoplectiella komarovii (Roshev.) J.Jung & H.K.Choi (2010)
- Schoenoplectiella laevis (S.T.Blake) Lye (2003)
- Schoenoplectiella lateriflora (J.F.Gmel.) Lye (2003)
  - sous-espèce Schoenoplectiella lateriflora subsp. laevinux (Lye) Beentje, Fl. Trop. E. Afr. (2010)
  - sous-espèce Schoenoplectiella lateriflora subsp. lateriflora
- Schoenoplectiella leucantha (Boeckeler) Lye (2003)
- Schoenoplectiella lineolata (Franch. & Sav.) J.Jung & H.K.Choi (2010)
- Schoenoplectiella microglumis (Lye) Lye (2003)
- Schoenoplectiella mucronata (L.) J.Jung & H.K.Choi (2010)
- Schoenoplectiella multiseta (Hayas. & C.Sato) Hayas. (2012)
- Schoenoplectiella naikiana (Wad.Khan) Hayas. (2012)
- Schoenoplectiella × oguraensis (T.Koyama) Hayas. (2012)
- Schoenoplectiella oligoseta (A.E.Kozhevn.) Hayas. (2012)
- Schoenoplectiella orthorhizomata (Kats.Arai & Miyam.) Hayas. (2012)
- Schoenoplectiella × osoreyamensis (M.Kikuchi) Hayas. (2012)
- Schoenoplectiella oxyjulos (S.S.Hooper) Lye (2003)
- Schoenoplectiella patentiglumis (Hayas.) Hayas. (2012)
- Schoenoplectiella perrieri (Cherm.) Lye (2003)
- Schoenoplectiella praelongata (Poir.) Lye (2003)
- Schoenoplectiella proxima (Steud.) Lye (2003)
- Schoenoplectiella purshiana (Fernald) Lye (2003)
- Schoenoplectiella raynaliana (U.Scholz) Lye (2003)
- Schoenoplectiella rechingeri (Kukkonen) Hayas. (2012)
- Schoenoplectiella reducta (Cherm.) Lye (2003)
- Schoenoplectiella roylei (Nees) Lye (2003)
- Schoenoplectiella saximontana (Fernald) Lye (2003)
- Schoenoplectiella schoofii (Beetle) Hayas. (2012)
- Schoenoplectiella senegalensis (Steud.) Lye (2003)
- Schoenoplectiella smithii (A.Gray) Hayas. (2012)
  - variété Schoenoplectiella smithii var. leviseta (Fassett) Hayas. (2012)
  - variété Schoenoplectiella smithii var. setosa (Fernald) Hayas. (2012)
  - variété Schoenoplectiella smithii var. smithii
- Schoenoplectiella subbisetosa (T.Koyama) Hayas. (2012)
- Schoenoplectiella supina (L.) Lye (2003)
- Schoenoplectiella trapezoidea (Koidz.) J.Jung & H.K.Choi (2011)
- Schoenoplectiella × uzenensis (Ohwi ex T.Koyama) Hayas. (2012)
- Schoenoplectiella vohemarensis (Cherm.) Lye (2003)
- Schoenoplectiella wallichii (Nees) Lye (2003)

Selon NCBI (28 août 2015) :
- Schoenoplectiella articulata
- Schoenoplectiella dissachantha
- Schoenoplectiella erecta
  - sous-espèce Schoenoplectiella erecta subsp. raynalii
- Schoenoplectiella hallii
- Schoenoplectiella hotarui
- Schoenoplectiella juncoides
- Schoenoplectiella komarovii
- Schoenoplectiella lineolata
- Schoenoplectiella mucronata
- Schoenoplectiella purshiana
  - variété Schoenoplectiella purshiana var. purshiana
  - variété Schoenoplectiella purshiana var. williamsii
- Schoenoplectiella saximontana
- Schoenoplectiella senegalensis
- Schoenoplectiella smithii
  - variété Schoenoplectiella smithii var. leviseta
  - variété Schoenoplectiella smithii var. setosa
  - variété Schoenoplectiella smithii var. smithii
- Schoenoplectiella supina
- Schoenoplectiella triangulata
- Schoenoplectiella wallichii

Selon The Plant List (28 août 2015) :
- Schoenoplectiella aberrans (Cherm.) Lye
- Schoenoplectiella articulata (L.) Lye
- Schoenoplectiella dissachantha (S.T.Blake) Lye
- Schoenoplectiella erecta (Poir.) Lye
- Schoenoplectiella hallii (A.Gray) Lye
- Schoenoplectiella heterophylla (Schuyler) Lye
- Schoenoplectiella hooperae (J.Raynal) Lye
- Schoenoplectiella hotarui (Ohwi) J.Jung & H.K.Choi
- Schoenoplectiella juncea (Willd.) Lye
- Schoenoplectiella juncoides (Roxb.) Lye
- Schoenoplectiella komarovii (Roshev.) J.Jung & H.K.Choi
- Schoenoplectiella laevis (S.T.Blake) Lye
- Schoenoplectiella lateriflora (J.F.Gmel.) Lye
- Schoenoplectiella leucantha (Boeckeler) Lye
- Schoenoplectiella lineolata (Franch. & Sav.) J.Jung & H.K.Choi
- Schoenoplectiella microglumis (Lye) Lye
- Schoenoplectiella mucronata (L.) J.Jung & H.K.Choi
- Schoenoplectiella oxyjulos (S.S.Hooper) Lye
- Schoenoplectiella perrieri (Cherm.) Lye
- Schoenoplectiella praelongata (Poir.) Lye
- Schoenoplectiella proxima (Steud.) Lye
- Schoenoplectiella purshiana (Fernald) Lye
- Schoenoplectiella raynaliana (U.Scholz) Lye
- Schoenoplectiella reducta (Cherm.) Lye
- Schoenoplectiella roylei (Nees) Lye
- Schoenoplectiella saximontana (Fernald) Lye
- Schoenoplectiella senegalensis (Steud.) Lye
- Schoenoplectiella supina (L.) Lye
- Schoenoplectiella vohemarensis (Cherm.) Lye
- Schoenoplectiella wallichii (Nees) Lye

Selon Tropicos (28 août 2015) (Attention liste brute contenant possiblement des synonymes) :
- Schoenoplectiella aberrans (Cherm.) Lye
- Schoenoplectiella articulata (L.) Lye
- Schoenoplectiella blakei (Hayasaka) Hayasaka
- Schoenoplectiella bucharica (Roshev.) Hayasaka
- Schoenoplectiella chen-moui (Tang & F.T. Wang) Hayasaka
- Schoenoplectiella chuana (T. Tang & F.T. Wang) Hayasaka
- Schoenoplectiella clemensiae (Kük.) Hayasaka
- Schoenoplectiella dissachantha (S.T. Blake) Lye
- Schoenoplectiella erecta (Poir.) Lye
- Schoenoplectiella fohaiensis (Tang & F.T. Wang) Hayasaka
- Schoenoplectiella fuscorubens (T. Koyama) Hayasaka
- Schoenoplectiella gemmifera (C.Sato, T.Maeda & Uchino) Hayasaka
- Schoenoplectiella hallii (A. Gray) Lye
- Schoenoplectiella heterophylla (Schuyler) Lye
- Schoenoplectiella hondoensis (Ohwi) Hayasaka
- Schoenoplectiella hooperiae (J. Raynal) Lye
- Schoenoplectiella hotarui (Ohwi) J. Jung & H.K. Choi
- Schoenoplectiella jingmenensis (Tang & F.T. Wang) Hayasaka
- Schoenoplectiella juncea (Willd.) Lye
- Schoenoplectiella juncoides (Roxb.) Lye
- Schoenoplectiella kandawlayensis (T. Koyama) Hayasaka
- Schoenoplectiella komarovii (Roshev.) J. Jung & H.K. Choi
- Schoenoplectiella laevis (S.T. Blake) Lye
- Schoenoplectiella lateriflora (J.F. Gmel.) Lye
- Schoenoplectiella leucantha (Boeckeler) Lye
- Schoenoplectiella lineolata (Franch. & Sav.) J. Jung & H.K. Choi
- Schoenoplectiella microglumis (Lye) Lye
- Schoenoplectiella mucronata (L.) J. Jung & H.K. Choi
- Schoenoplectiella multiseta (Hayasaka & C.Sato) Hayasaka
- Schoenoplectiella naikiana (Wad. Khan) Hayasaka
- Schoenoplectiella oligoseta (A.E. Kozhevn.) Hayasaka
- Schoenoplectiella orthorhizomata (Arai & Miyam.) Hayasaka
- Schoenoplectiella oxyjulos (S.S. Hooper) Lye
- Schoenoplectiella patentiglumis (Hayasaka) Hayasaka
- Schoenoplectiella perrieri (Cherm.) Lye
- Schoenoplectiella praelongata (Poir.) Lye
- Schoenoplectiella proxima (Steud.) Lye
- Schoenoplectiella purshiana (Fernald) Lye
- Schoenoplectiella raynaliana (U. Scholz) Lye
- Schoenoplectiella rechingeri (Kukkonen) Hayasaka
- Schoenoplectiella reducta (Cherm.) Lye
- Schoenoplectiella roylei (Nees) Lye
- Schoenoplectiella saximontana (Fernald) Lye
- Schoenoplectiella schoofii (Beetle) Hayasaka
- Schoenoplectiella senegalensis (Hochst. ex Steud.) Lye
- Schoenoplectiella smithii (A. Gray) Hayasaka
- Schoenoplectiella subbisetosa (T. Koyama) Hayasaka
- Schoenoplectiella supina (L.) Lye
- Schoenoplectiella triangulata (Roxb.) J. Jung & H.K. Choi
- Schoenoplectiella vohemarensis (Cherm.) Lye
- Schoenoplectiella wallichii (Nees) Lye
- Schoenoplectiella × igaensis (T. Koyama) Hayasaka
- Schoenoplectiella × intermedia Hayasaka
- Schoenoplectiella × juncohotarui (Yashiro) Hayasaka
- Schoenoplectiella × magrathii F.M. Sm. & P.M. McKenzie
- Schoenoplectiella × oguraensis (T. Koyama) Hayasaka
- Schoenoplectiella × osoreyamensis (M. Kikuchi) Hayasaka
- Schoenoplectiella × trapezoidea (Koidz.) J. Jung & H.K. Choi
- Schoenoplectiella × uzenensis (Ohwi ex T. Koyama) Hayasaka